# Korowynzi
Korowynzi (ukrainisch Коровинці; russisch Коровинцы Korowinzy) ist ein Dorf in der ukrainischen Oblast Sumy mit etwa 2169 Einwohnern (2020) und einer Fläche von 4,4384 km².

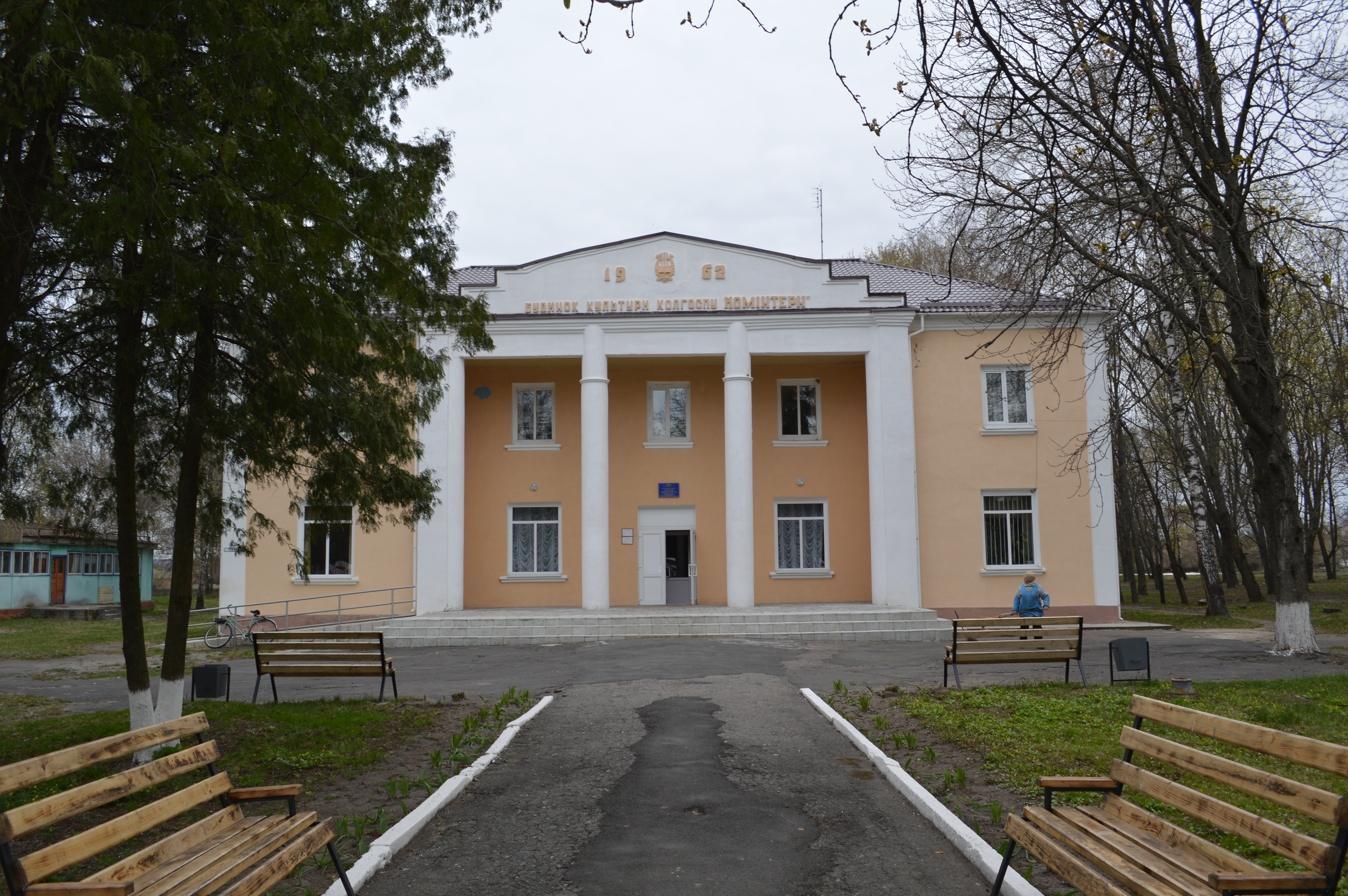
Haus der Kultur in Korowynzi

Das seit dem 17. Jahrhundert bekannte Dorf liegt am linken Ufer der Sula, einem Nebenfluss des Dnepr, 11 km westlich vom ehemaligen Rajonzentrum Nedryhajliw und 80 km westlich vom Oblastzentrum Sumy. Durch das Dorf verläuft die nationale Fernstraße N 07.

## Verwaltungsgliederung
Am 19. Mai 2017 wurde das Dorf zum Zentrum der neugegründeten Landgemeinde Korowynzi (Коровинська сільська громада/Korowynska silska hromada). Zu dieser zählen auch die 19 in der untenstehenden Tabelle Dörfer, bis dahin bildete es zusammen mit dem Dörfern Borodanowe, Dihtjariwka, Haj, Juchty, Mali Budky, Muchuwate, Perekir, Rakowa Sitsch, Schowtnewe, Selenyj Haj, Tjutjunnykowe und Tymoschtschenkowe die gleichnamige Landratsgemeinde Korowynzi (Коровинська сільська рада/Korowynska silska rada) im Westen des Rajons Nedryhajliw.
Am 17. Juli 2020 kam es im Zuge einer großen Rajonsreform zum Anschluss des Rajonsgebietes an den Rajon Romny.
Folgende Orte sind neben dem Hauptort Korowynzi Teil der Gemeinde:
| Name                     | Name        | Name                             |
| ukrainisch transkribiert | ukrainisch  | russisch                         |
| ------------------------ | ----------- | -------------------------------- |
| Bessediwka               | Беседівка   | Беседовка (Bessedowka)           |
| Borodanowe               | Бороданове  | Бороданово (Borodanowo)          |
| Dihtjariwka              | Дігтярівка  | Дегтярёвка (Degtjarjowka)        |
| Haj                      | Гай         | Гай (Gai)                        |
| Juchty                   | Юхти        | Юхты                             |
| Korytyschtsche           | Коритище    | Корытище (Korytischtsche)        |
| Kossenky                 | Косенки     | Косенки (Kossenki)               |
| Mali Budky               | Малі Будки  | Малые Будки (Malyje Budki)       |
| Muchuwate                | Мухувате    | Муховатое (Muchowatoje)          |
| Owetscha                 | Овеча       | Овечья (Owetschja)               |
| Perekir                  | Перекір     | Перекор (Perekor)                |
| Rakowa Sitsch            | Ракова Січ  | Ракова Сечь (Rakowa Setsch)      |
| Rubanka                  | Рубанка     | Рубанка                          |
| Sakrojiwschtschyna       | Закроївщина | Закроевщина (Sakrojewschtschina) |
| Selenyj Haj              | Зелений Гай | Зелёный Гай (Seljony Gai)        |
| Sosniwka                 | Соснівка    | Сосновка (Sosnowka)              |
| Tjutjunnykowe            | Тютюнникове | Тютюнниково (Tjutjunnikowo)      |
| Tomaschiwka              | Томашівка   | Томашовка (Tomaschowka)          |
| Tymoschtschenkowe        | Тимощенкове | Тимощенково (Timoschtschenkowo)  |

## Söhne und Töchter der Ortschaft
- Anatolij Jepifanow (Анатолій Олександрович Єпіфанов; * 1945), ukrainischer Ökonom, Professor und Politiker